# Hauszmann Sándor
Hauszmann Sándor, névváltozat: Hausmann (Buda, 1848. február 29. – Budapest, 1906. január 12.) magyar építész és építőmester.

## Élete

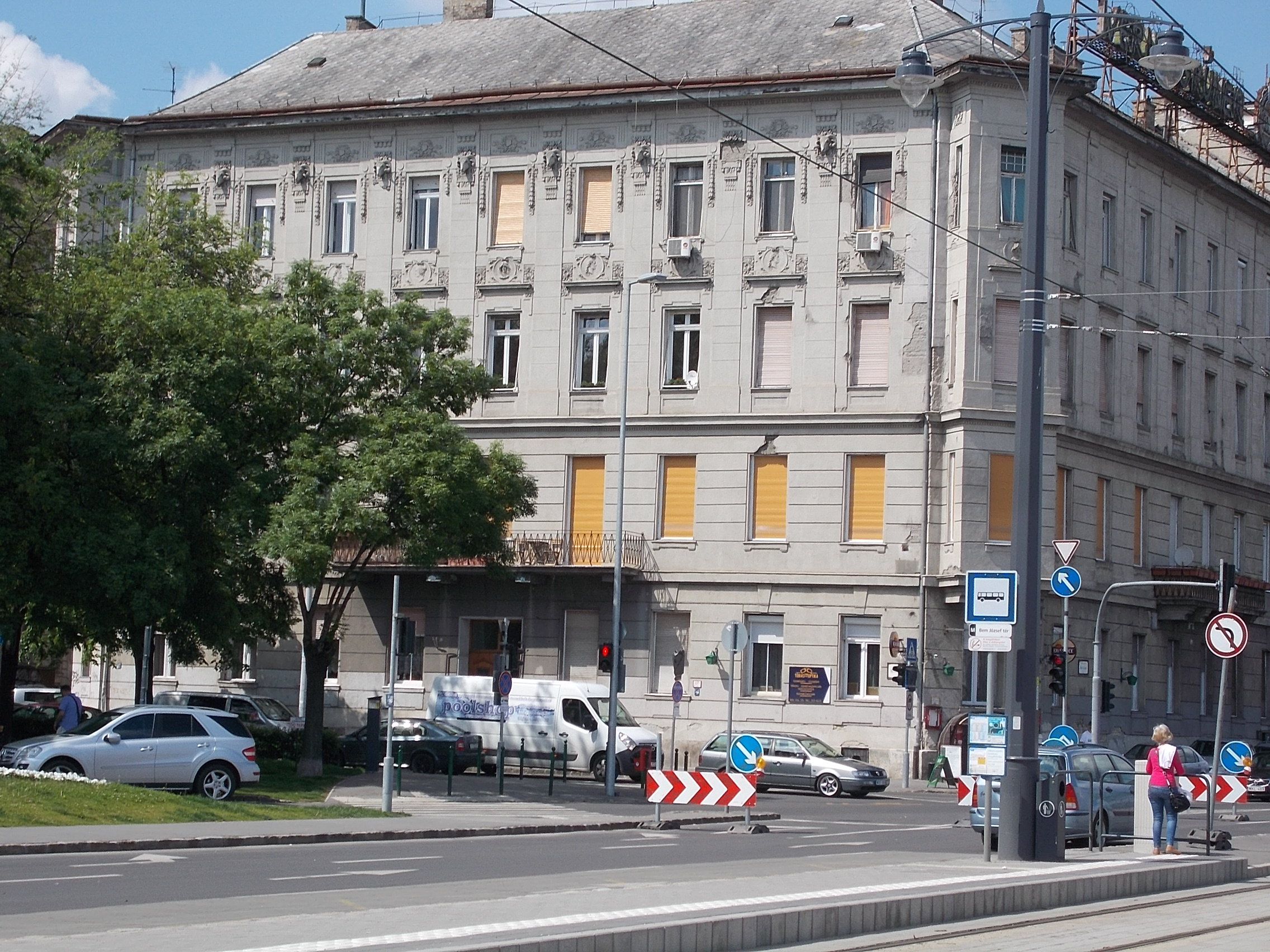
Holtzspach-ház

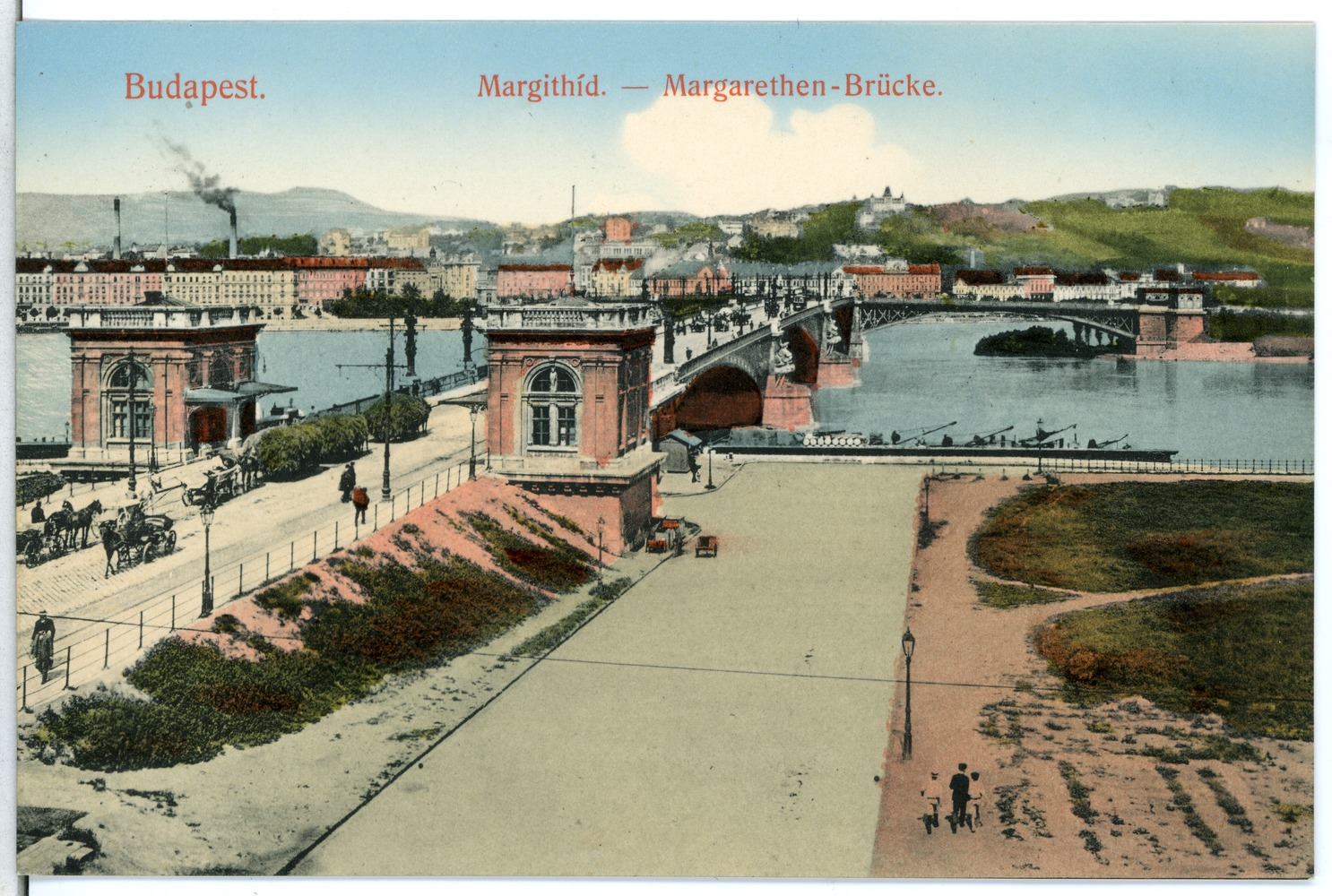
a Margit híd pesti hídfőjének vámházai,

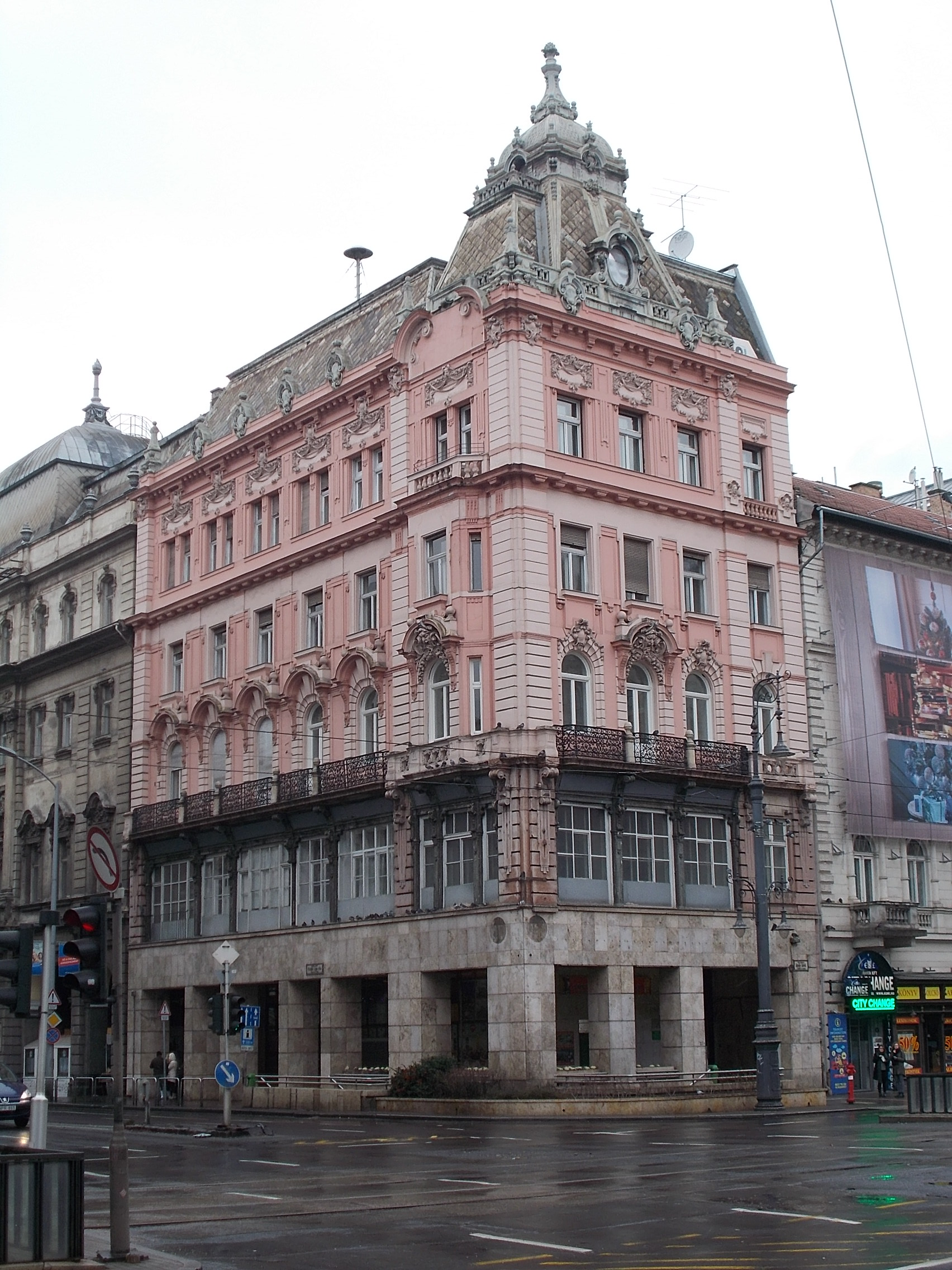
Grünbaum–Weiner-ház

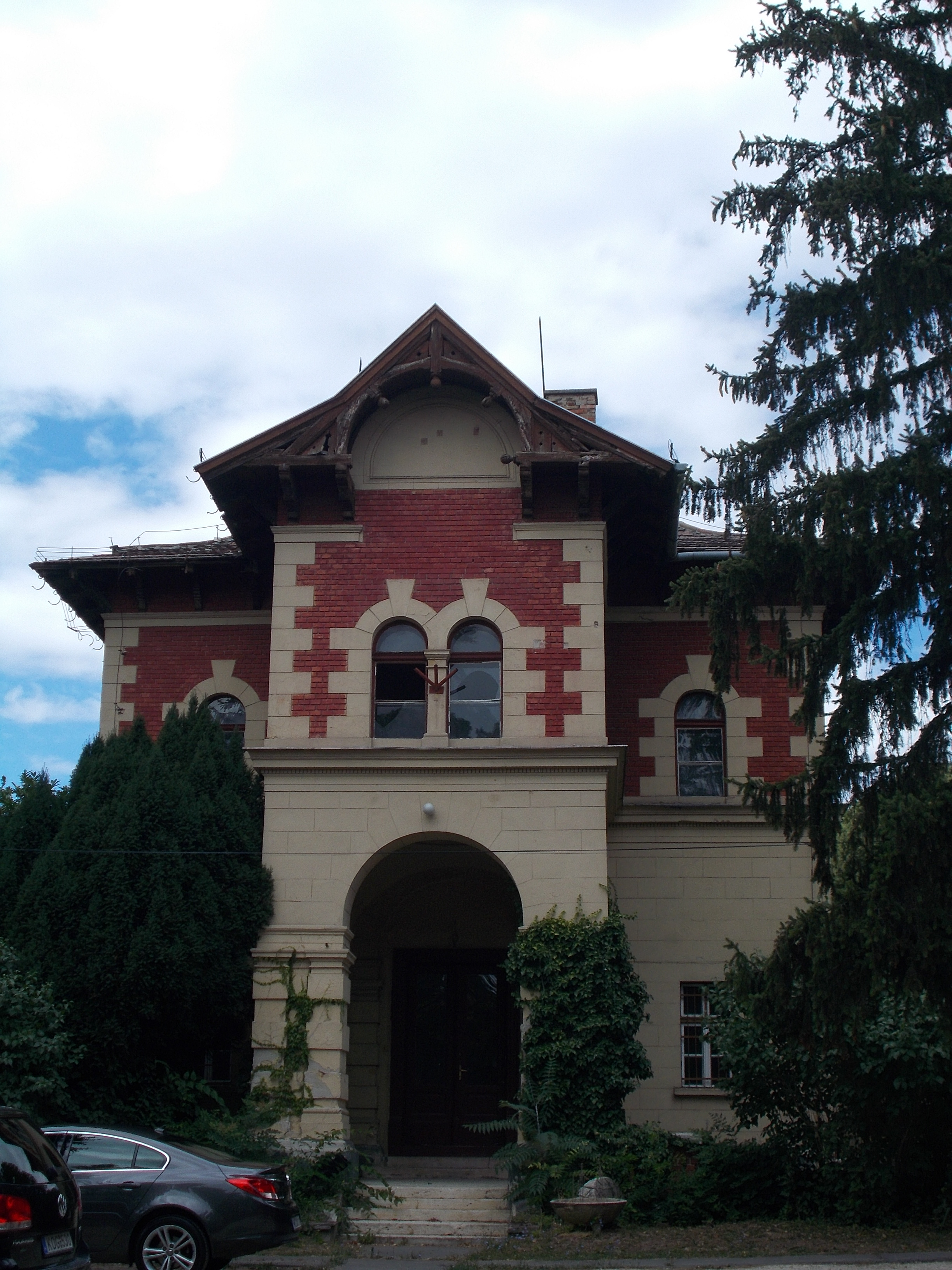
lövöldeépület, Marczibányi tér 6-7.

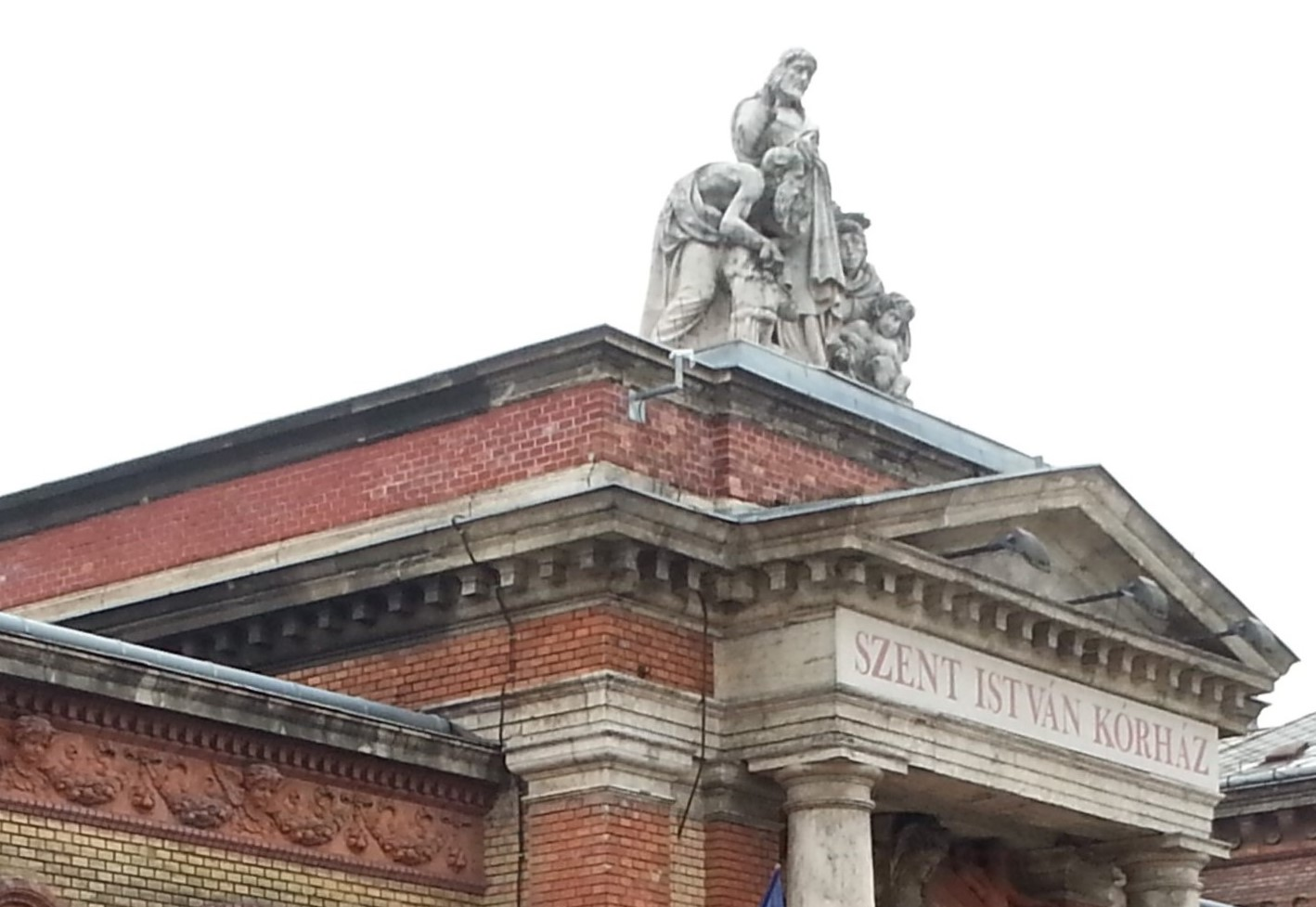
Szent István Kórház főbejárati kapujánál lévő, Gyógyító Krisztus szobor

Hausmann József és Vénusz Jozefa fiaként született. (Nem volt Hauszmann Alajos testvére, bár a korabeli híradásokban néhol tévesen ezt közölték.) Szülőhelyén végezte el a gimnáziumot, aztán a bécsi iparművészeti akadémián folytatta elméleti tanulmányait. Gyakorlati építészeti jártasságot pedig a Magyar Tudományos Akadémia, a Várkert Bazár és a fővárosi vigadó építkezési munkálatainál szerzett. Az 1880-as évektől több országos és nagyobb fővárosi építkezésnél vállalkozóként szerepelt. Ő építette többek között a Ferenc-József lovassági- és a vadász-laktanyát, továbbá számos palotát és gyárépületet. Kőfaragó vállalkozása is volt, amelyet külföldön szerzett tapasztalatai felhasználásával a leghíresebb kőfaragógyárak egyikévé emelt. Néhány épületnek a tervezője is volt.
Feleségével, Kláringer Bertával született idősebbik fiuk, a már három éve nős Hauszmann Imre 27 éves korában, hosszú szenvedés után meghalt. Ifjabbik fiuk, az 1891-ben született László, ügyvéd lett, önálló irodát vitt Budapesten, s rövid ideig szerkesztette a pesterzsébeti Függetlenség című lapot.
A II. kerületi Batthyány utca 1. szám alatt lakott. 58 éves korában hunyt el 1906. január 13-án reggel 8 órakor. A Fiumei úti sírkertben lévő családi sírboltban helyezték nyugalomra. A gyászszertartást Bruha Sebestyén vizivárosi plébános végezte fényes segédlettel.
A temetőrész 1953. évi felszámolásakor a Gerenday-műhely alkotta családi sírját, mely a Bal oldali falsírboltok, B-398. alatt állt, áthelyezték a rákoskeresztúri Új köztemető 28. számú parcellájába.

## Ismert épületei

### Saját épületei
- 1882: a Margit híd pesti hídfőjének vámházai, Budapest, Jászai Mari tér[14]
- 1885:[15] lövöldeépület, Budapest, Marczibányi tér 6-7. (Haris Park)[9]
- 1886: munkásbérház, Budapest, Visegrádi u. 59. / Garam u. 31. – az épületet 1967-ben elbontották[16]
- 1894: munkásbérház, Budapest, Visegrádi u. 63.[17]
- 1894: Grünbaum–Weiner-ház, Budapest, Kossuth Lajos u. 22. (Korb Flóris és Giergl Kálmán is részt vett a tervezésben)[18]
- 1895–1897: Heinrich-villa, Budapest, Heinrich István utca 1.[9]
- 1899: Holtzspach-ház, Budapest, Bem József tér 1.[19]
- ?: a Szépilona kocsiszín mellé felépített egykori „BSzKRt-lakótelep” épületcsoportja[9]
- ?: nyaraló saját részre, Budapest, Budakeszi út 75.[9][20]

### Egyéb alkotásai
- 1885: Szent István Kórház főbejárati kapujánál lévő, Gyógyító Krisztus szobor, Budapest, Nagyvárad tér 1.[9]
- 1893–1896: Szilágyi Dezső téri református templom Úrasztala, Budapest, Szilágyi Dezső tér 3. (tervezte: Pecz Samu)[20]

### Kivitelezőként
Részt vett a következő épületek építési munkálataiban:
- 1884–1886: Ferenc József lovassági laktanya, Budapest, Kerepesi út 47-49.[21]
- 1885–1904: Országház, Budapest, Kossuth Lajos tér 1–3. (tervezte: Steindl Imre)[7]
- 1890-es évek: Budai Királyi Palota, Budapest, Budai vár (tervezte: Hauszmann Alajos)[7]
- 1893–1896: Igazságügyi palota (Kúria), Budapest, Kossuth Lajos tér 12. (tervezte: Hauszmann Alajos)[12]
- 1894: New York-palota, Budapest, Erzsébet krt. 9-11. (tervezte: Hauszmann Alajos)[forrás?]
- 1894–1899: Kőbányai Szent László-plébániatemplom, Budapest, Szent László tér 25. (tervezte: Lechner Ödön)[9]
- 1896: Konstantinápoly Budapesten, Budapest, Összekötő vasúti híd budai hídfője körül (tervezte: Kellner Lipót és Gerster Kálmán)[22]
- 1898: az Athenaeum Irodalmi és Nyomdaipari Rt. székháza, Budapest, Rákóczi út 54.[23] (tervezte: Krumholtz Ágoston)[24]
- 1898–1899: Magyar Állami Földtani Intézet, Budapest, Stefánia út 14. (tervezte: Lechner Ödön)[9]
- 1899: Máriaremetei Kisboldogasszony-templom, Budapest, Templomkert utca 1. (tervezte: Schömer Ferenc és Hauszmann Alajos)
- számos villa és lakóház[9]